# Apanteles floralis
Apanteles floralis är en stekelart som beskrevs av Vladimir Ivanovich Tobias 1966. Apanteles floralis ingår i släktet Apanteles och familjen bracksteklar. Inga underarter finns listade i Catalogue of Life.